# Gibraltars damlandslag i volleyboll
Gibraltars damlandslag i volleyboll representerar Gibraltar i volleyboll på damsidan. Laget deltog i Europamästerskapet i volleyboll för små nationer 2007, där de kom sjua (sist av samtliga lag).

### Fotnoter
1. ↑  ”Competition Final Standing” (på engelska). Confédération Européenne de Volleyball. https://www-old.cev.eu/Competition-Area/Competition.aspx?ID=197&PID=-2. Läst 21 oktober 2023.
2. ↑  Senaste tillfället då någon kontrollerade att de inmatade tabelluppgifterna stämmer. Uppgifter kan ha matats in senare utan att kontrolleras av någon annan